# ايغون أدلر
ايغون أدلر (بالألمانية: Egon Adler)‏ (و. 1937 – 2015 م) هو دراج من ألمانيا، وألمانيا الشرقية، شارك في ركوب الدراجات في الألعاب الأولمبية الصيفية 1960 – رجال فردي سباق الطريق ‏، وركوب الدراجات في الألعاب الأولمبية الصيفية 1960 – فريق رجال سباق الزمن ‏، توفي في لايبزيغ، عن عمر يناهز 78 عاماً.

## جوائز
حصل على جوائز منها:

وسام الاستحقاق الوطني البرونزي

## روابط خارجية
- ايغون أدلر على موقع أرشيف الدراجات (الإنجليزية)
- ايغون أدلر على موقع إحصائيات الدراجات الإحترافية (الإنجليزية)
- ايغون أدلر على موقع أوليمبيديا (الإنجليزية)